# 驅魔龍族馬小玲
《驅魔龍族馬小玲》是一套預定2024年上映的奇幻片，獲華特迪士尼正版授權、翻拍自亞洲電視經典劇集《我和殭屍有個約會》，原作主創陳十三擔任導演、監製及編劇，吳千語、黃宗澤、蔡潔主演。本片於2022年11月在香港開機。

## 劇情
「驅魔龍族」第四十一代傳人馬小玲，肩負著除邪懲惡的家族使命；私家偵探況天佑，憑借奇特能力和不老容顏屢破奇案，但一直在掩飾自己基因突變後具有渴血沖動的「夜行者」身份。兩人在調查一起「暗影」襲擊事件中相遇，聯手對抗異界闖入者，但百年恩怨所結下的宿命之鎖似乎已悄然解開……

## 演員
| 角色     | 演員           | 原版演員 | 備註                         |
| -------- | -------------- | -------- | ---------------------------- |
| 況天祐   | 黃宗澤         | 尹天照   |                              |
| 況復生   | 黃梓樂（童年） | 張國權   |                              |
| 況復生   | 吳啟洋（青年） | 張國權   |                              |
| 馬小玲   | 吳千語         | 萬綺雯   |                              |
| 王珍珍   | 蔡潔           | 楊恭如   |                              |
| 山本一夫 | 呂良偉         | 陳啟泰   |                              |
| 堂本真悟 |                | 吳廷燁   |                              |
| 未來     | 廖子妤         | 張文慈   |                              |
| 金正中   | 岑珈其         | 杜汶澤   |                              |
| 白素素   |                | 麥景婷   |                              |
| 小 青    |                | 黃美芬   |                              |
| 何無求   | 黃文慧         | 黃樹棠   | 原版為何應求，設定有所改動。 |
| 妙 善    | 劉心悠         | 陳 煒    |                              |
| 初 春    | 郭柏妍         |          |                              |
| 小 魅    | 蘇麗珊         |          | 原版並無此角色。             |
| 金 姐    | 謝雪心         | 吳浣儀   |                              |
| 孔 雀    |                | 冼灝英   | 設定有所改動。               |
| 藍 波    | 朱柏康         |          | 原版並無此角色。             |
| 马丹娜   | 萬綺雯         |          | 客串演出之一。               |

## 製作
- 女主角「馬小玲」原屬意薛凱琪，最後未成事，改由吳千語出演[4]。
- 2022年11月28日，舉行開鏡儀式。[5]

## 外部連結
- 香港影庫上《驅魔龍族馬小玲》的資料（繁體中文）
- 豆瓣电影上《驅魔龍族馬小玲》的資料 （简体中文）
- 时光网上《驅魔龍族馬小玲》的資料（简体中文）
- 互联网电影数据库（IMDb）上《驅魔龍族馬小玲》的资料（英文）